# Società Sportiva Racing Club Fondi 2017-2018

## Stagione
La stagione 2017-2018 è per il Fondi la 2ª partecipazione alla terza serie del Campionato italiano di calcio.

## Organigramma societario
Organigramma societario tratto dal sito ufficiale.
Area direttiva
- Presidente: Antonio Pezone
- Direttore generale: Alfonso Morrone
- Segretario generale: Marco Bevilacqua
- Responsabile ufficio stampa: Federica Afflitto

Staff tecnico
- Allenatore: Antonello Mattei
- Allenatore in seconda: Marco Canestro
- Allenatore dei portieri: Giampaolo DiMagno
- Preparatore atletico: Alessandro Ducci
- Responsabile medico: Oreste Sacchetti
- Fisioterapisti: Nicolò Piluso, Giuseppe Sposito

## Divise e sponsor
Il fornitore tecnico, per la stagione 2017-2018, è Frankie Garage Sport. Gli sponsor di maglia sono Groupama Assicurazioni (main sponsor) e Istituti Scolastici Paritari Steve Jobs (sul retro della maglia).
| Casa | Trasferta | Portiere |

## Rosa
Rosa tratta dal sito della squadra.

## Calciomercato

### Sessione estiva(dal 1/7 al 31/8)
| Acquisti | Acquisti             | Acquisti    | Acquisti   |
| R.       | Nome                 | da          | Modalità   |
| -------- | -------------------- | ----------- | ---------- |
| P        | Gabriel Montaperto   | Cagliari    | prestito   |
| P        | Entonjo Elezaj       | Perugia     | prestito   |
| D        | Daniele Paparusso    | Racing Roma | definitivo |
| D        | Tommaso Ghinassi     | Siena       | definitivo |
| D        | Christian Maldini    | Pro Sesto   | definitivo |
| D        | Shadi Ghosheh        | Monopoli    | definitivo |
| D        | Alessandro De Leidi  | Como        | definitivo |
| C        | Flavio Lazzari       | Ascoli      | definitivo |
| C        | Gaetano Vastola      | Racing Roma | definitivo |
| C        | Luca Ricciardi       | Racing Roma | definitivo |
| C        | Lorenzo Vasco        | Roma        | prestito   |
| C        | Alessandro Quaini    | Genoa       | prestito   |
| C        | Nicolò Corticchia    | Racing Roma | definitivo |
| A        | Claudio De Sousa     | Racing Roma | definitivo |
| A        | Mario Artistico      | Anzio       | definitivo |
| A        | Alan Mastropietro    | Lupa Roma   | definitivo |
| A        | Federico Serra       | Cagliari    | definitivo |
| A        | Nicola Ciotola       | Casertana   | prestito   |
| A        | Luca Utzeri          | Racing Roma | definitivo |
| A        | Angelo Raffaele Nolé | Modena      | svincolato |

| Cessioni | Cessioni            | Cessioni         | Cessioni   |
| R.       | Nome                | a                | Modalità   |
| -------- | ------------------- | ---------------- | ---------- |
| P        | Antonino Calandra   | Nuorese          | prestito   |
| D        | Daniele Marino      | Ternana          | definitivo |
| D        | Andrea Signorini    | Ternana          | definitivo |
| D        | Tommaso Squillace   | Sicula Leonzio   | definitivo |
| D        | Francesco Bertolo   | Potenza          | definitivo |
| D        | Tiziano Mucciante   | Siracusa         | definitivo |
| C        | Stefano D’Agostino  | Ternana          | definitivo |
| C        | Ivan Varone         | Ternana          | definitivo |
| C        | Armin Ramceski      | Monterosi Tuscia | definitivo |
| A        | Diego Albadoro      | Ternana          | definitivo |
| A        | Giuseppe Gambino    | Ternana          | definitivo |
| A        | Francesco Bombagi   | Ternana          | definitivo |
| A        | Luca Giannone       | Ternana          | definitivo |
| A        | Filippo Tiscione    | Ternana          | definitivo |
| A        | Elio Calderini      | Foggia           | definitivo |
| A        | Giuseppe Carcatella | FC Francavilla   | definitivo |

### Serie C

#### Girone di andata
| Arbitro: | Carella (Bari) |

|             |           |              |
| Curiale 45’ | Marcatori | 52’ De Sousa |

| Arbitro: | Di Gioia (Nola) |

|  |           |            |
|  | Marcatori | 20’ Genchi |

| Arbitro: | Andreini (Forlì) |

|                   |           |  |
| 55 rig.’ Saraniti | Marcatori |  |

| Arbitro: | Miele (Torino) |

|                 |           |                                          |
| Lazzari 71’ (R) | Marcatori | 12’ Mangiacasale 53’ Scardina 77’ Turati |

| Arbitro: | De Remigis (Teramo) |

|  |           |            |
|  | Marcatori | 59’ Marino |

| Arbitro: | Natilla (Molfetta) |

|                          |           |  |
| Allievi 16’ Mastalli 70’ | Marcatori |  |

| Arbitro: | Bitonti (Bologna) |

|                  |           |               |
| Mastropietro 83’ | Marcatori | 64’ Viavacqua |

| Arbitro: | Meleleo (Casarano) |

|              |           |  |
| Giovinco 85’ | Marcatori |  |

| Arbitro: | Curti (Milano) |

|          |           |  |
| Nolè 42’ | Marcatori |  |

| Andria 21 ottobre 2017, ore 16:30 CET 10ª giornata                     | Fidelis Andria | 1 – 3 referto             | Racing Fondi | Stadio degli Ulivi (1 371 spett.) |
| \| \| \| \| \| Curcio 60’ \| Marcatori \| 49’, 57’ Lazzari 70’ Nolè \| |                |                           |              |                                   |
|                                                                        |                |                           |              |                                   |
| Curcio 60’                                                             | Marcatori      | 49’, 57’ Lazzari 70’ Nolè |              |                                   |

| Fondi 28 ottobre 2017, ore 20:30 CEST 11ª giornata | Racing Fondi              | 0 – 0 referto | Casertana | Stadio Domenico Purificato (400 spett.)\| Arbitro: \| Andrea Zingarelli (Siena) \| |
| Arbitro:                                           | Andrea Zingarelli (Siena) |               |           |                                                                                    |

| Arbitro: | D'Ascanio (Ancona) |

|           |           |          |
| Mungo 38’ | Marcatori | 88’ Nolé |

| 13ª giornata Riposo |  | – |  |  |

| Arbitro: | Andrea Tursi (Valdarno) |

|                            |           |            |
| Ghinassi 45+1’ Addessi 68’ | Marcatori | 35’ Marano |

| Arbitro: | Daniele Rutella (Enna) |

|                          |           |                     |
| Carini 14’ Cesaretti 78’ | Marcatori | 53’ Corvia 66’ Nolè |

| Fondi 25 novembre 2017, ore 16:30 CET 16ª giornata | Racing Fondi       | 0 – 0 referto | Lecce | Stadio Domenico Purificato (229 spett.)\| Arbitro: \| Dionisi (L'Aquila) \| |
| Arbitro:                                           | Dionisi (L'Aquila) |               |       |                                                                             |

| Arbitro: | Luca Zufferli (Udine) |

|          |           |  |
| Maita 9’ | Marcatori |  |

| Arbitro: | Federico Longo (Paola) |

|                                |           |  |
| Corvia 55’, 73’ Corticchia 84’ | Marcatori |  |

| Arbitro: | Francesco Raciti (Acireale) |

|  |           |                          |
|  | Marcatori | 8’ Corticchia 23’ Corvia |

#### Girone di ritorno
| Arbitro: | Rabilotta (Sala Consillina) |

|             |           |                                  |
| Galasso 79’ | Marcatori | 16’ Fornito 31’ Curiale 60’ Ripa |

| Monopoli 30 dicembre , ore CET 21ª giornata         | Monopoli  | – | Racing Fondi | Stadio Vito Simone Veneziani |
| \| \| \| \| \| Genchi 89’ (rig.) \| Marcatori \| \| |           |   |              |                              |
|                                                     |           |   |              |                              |
| Genchi 89’ (rig.)                                   | Marcatori |   |              |                              |

| Fondi 21 gennaio 2018 , ore CET 22ª giornata                                                | Racing Fondi | 2 – 2                    | Virtus Francavilla | Stadio Domenico Purificato |
| \| \| \| \| \| Lazzari 9’ (rig.) De Martino 36’ \| Marcatori \| 7’ Sicurella 46’ A.Viola \| |              |                          |                    |                            |
|                                                                                             |              |                          |                    |                            |
| Lazzari 9’ (rig.) De Martino 36’                                                            | Marcatori    | 7’ Sicurella 46’ A.Viola |                    |                            |

| Siracusa 28 gennaio , ore CET 23ª giornata                            | Siracusa  | 3 – 0 | Racing Fondi | Stadio Nicola De Simone |
| \| \| \| \| \| Liotti 41’ Parisi 45+1’ Catania 70’ \| Marcatori \| \| |           |       |              |                         |
|                                                                       |           |       |              |                         |
| Liotti 41’ Parisi 45+1’ Catania 70’                                   | Marcatori |       |              |                         |

| Reggio Calabria 4 febbraio 2018, ore CET 24ª giornata | Reggina | 0 – 0 | Racing Fondi | Stadio Oreste Granillo |

| Fondi 11 febbraio 2018, ore CET 25ª giornata                          | Racing Fondi | 1 – 2           | Juve Stabia | Stadio Domenico Purificato |
| \| \| \| \| \| L. Viola 19’ (aut.) \| Marcatori \| 79’, 90’ Simeri \| |              |                 |             |                            |
|                                                                       |              |                 |             |                            |
| L. Viola 19’ (aut.)                                                   | Marcatori    | 79’, 90’ Simeri |             |                            |

| Rende 18 febbraio 2018, ore CET 26ª giornata                                           | Rende     | 3 – 0 | Racing Fondi | Stadio Marco Lorenzon |
| \| \| \| \| \| Ricciardo 13’ Goretta 69’ (aut.) Ferreira da Luz 73’ \| Marcatori \| \| |           |       |              |                       |
|                                                                                        |           |       |              |                       |
| Ricciardo 13’ Goretta 69’ (aut.) Ferreira da Luz 73’                                   | Marcatori |       |              |                       |

| Fondi 25 febbraio 2018, ore CET 27ª giornata                 | Racing Fondi | 0 – 2                      | Matera | Stadio Domenico Purificato |
| \| \| \| \| \| \| Marcatori \| 23’ Duganzic 90+1’ Maimone \| |              |                            |        |                            |
|                                                              |              |                            |        |                            |
|                                                              | Marcatori    | 23’ Duganzic 90+1’ Maimone |        |                            |

| Erice 3 marzo , ore CET 28ª giornata                                                  | Trapani   | 3 – 1        | Racing Fondi | Stadio provinciale di_Trapani |
| \| \| \| \| \| Silvestri 49’ Scarsella 56’ Evacuo 58’ \| Marcatori \| 87’ Ghinassi \| |           |              |              |                               |
|                                                                                       |           |              |              |                               |
| Silvestri 49’ Scarsella 56’ Evacuo 58’                                                | Marcatori | 87’ Ghinassi |              |                               |

| Fondi 11 marzo 2018, ore CET 29ª giornata          | Racing Fondi | 1 – 0 | Fidelis Andria | Stadio Domenico Purificato |
| \| \| \| \| \| Mastropietro 26’ \| Marcatori \| \| |              |       |                |                            |
|                                                    |              |       |                |                            |
| Mastropietro 26’                                   | Marcatori    |       |                |                            |

| Caserta 18 marzo 2018, ore CET 30ª giornata    | Casertana | 1 – 0 | Racing Fondi | Stadio Alberto Pinto |
| \| \| \| \| \| Alfageme 72’ \| Marcatori \| \| |           |       |              |                      |
|                                                |           |       |              |                      |
| Alfageme 72’                                   | Marcatori |       |              |                      |

| Fondi 22 marzo 2018, ore CET 31ª giornata   | Racing Fondi | 0 – 1     | Cosenza | Stadio Domenico Purificato |
| \| \| \| \| \| \| Marcatori \| 58’ Perez \| |              |           |         |                            |
|                                             |              |           |         |                            |
|                                             | Marcatori    | 58’ Perez |         |                            |

| turno di riposo 2018, ore CEST 32ª giornata |  | – |  |  |

| Lentini 31 marzo 2018, ore CEST 32ª giornata                      | Sicula Leonzio | 2 – 0 | Racing Fondi | Stadio Angelino Nobile |
| \| \| \| \| \| Bollino 52’ D'Angelo 88’ (rig.) \| Marcatori \| \| |                |       |              |                        |
|                                                                   |                |       |              |                        |
| Bollino 52’ D'Angelo 88’ (rig.)                                   | Marcatori      |       |              |                        |

| Fondi 8 aprile 2018, ore CEST 34ª giornata                                                                                     | Racing Fondi | 4 – 5                                             | Paganese | Stadio Domenico Purificato |
| \| \| \| \| \| Nolè 30’, 45’ Mastropietro 75’ Vastola 87’ \| Marcatori \| 9’, 49’ Cernigoi 40’, 58’ Cesaretti 90+2’ Bensaja \| |              |                                                   |          |                            |
| |              |                                                   |          |                            |
| Nolè 30’, 45’ Mastropietro 75’ Vastola 87’                                                                                     | Marcatori    | 9’, 49’ Cernigoi 40’, 58’ Cesaretti 90+2’ Bensaja |          |                            |

| Lecce 15 aprile 2018, ore CEST 35ª giornata                | Lecce     | 2 – 0 | Racing Fondi | Stadio Via del Mare |
| \| \| \| \| \| Lepore 28’ Di Piazza 85’ \| Marcatori \| \| |           |       |              |                     |
|                                                            |           |       |              |                     |
| Lepore 28’ Di Piazza 85’                                   | Marcatori |       |              |                     |

| Fondi 22 aprile 2018, ore CEST 36ª giornata              | Racing Fondi | 1 – 1      | Catanzaro | Stadio Domenico Purificato |
| \| \| \| \| \| Addessi 58’ \| Marcatori \| 22’ Spighi \| |              |            |           |                            |
|                                                          |              |            |           |                            |
| Addessi 58’                                              | Marcatori    | 22’ Spighi |           |                            |

| Arbitro: | Feliciani (Teramo) |

|  |           |                                      |
|  | Marcatori | 45+1’ Vastola 66’ Addessi 73’ Pompei |

| Fondi 6 maggio 2018, ore CEST 38ª giornata                                                                     | Racing Fondi | 2 – 4                                             | Bisceglie | Stadio Domenico Purificato |
| \| \| \| \| \| Mastropiero 9’ Addessi 14’ \| Marcatori \| 16’ Petta 6’ (aut.) Mangraviti 57’ Giron 66’ Azzi \| |              |                                                   |           |                            |
| |              |                                                   |           |                            |
| Mastropiero 9’ Addessi 14’                                                                                     | Marcatori    | 16’ Petta 6’ (aut.) Mangraviti 57’ Giron 66’ Azzi |           |                            |

#### Play out
| Arbitro: | Rutella (Enna) |

|               |           |                           |
| Nolè 55’, 58’ | Marcatori | 16’ Cesaretti 88’ Bensaja |

| Arbitro: | Zanonato (Vicenza) |

|                          |           |             |
| Cesaretti 57’ Scarpa 84’ | Marcatori | 48’ Ciotola |

### Girone G
| Squadra | P.ti | G | V | N | P | GF | GS | DR |
| ------- | ---- | - | - | - | - | -- | -- | -- |
| Teramo  | 3    | 2 | 1 | 0 | 1 | 3  | 2  | +1 |
| Fermana | 3    | 2 | 1 | 0 | 1 | 3  | 3  | 0  |
| Fondi   | 3    | 2 | 1 | 0 | 1 | 3  | 4  | -1 |

| Arbitro: | Di Cairano (Ariano Irpino) |

|                         |           |  |
| Tulli 9’, 15’ Ilari 17’ | Marcatori |  |

| Arbitro: | Acanfora (Castellammare di Stabia) |

|                               |           |                |
| Lazzari 36’ De Sousa 53’, 80’ | Marcatori | 90+1’ Akammadu |

## Statistiche

### Statistiche di squadra
| Competizione         | Punti | In casa | In casa | In casa | In casa | In casa | In casa | In trasferta | In trasferta | In trasferta | In trasferta | In trasferta | In trasferta | Totale | Totale | Totale | Totale | Totale | Totale | DR  |
| Competizione         | Punti | G       | V       | N       | P       | Gf      | Gs      | G            | V            | N            | P            | Gf           | Gs           | G      | V      | N      | P      | Gf     | Gs     | DR  |
| -------------------- | ----- | ------- | ------- | ------- | ------- | ------- | ------- | ------------ | ------------ | ------------ | ------------ | ------------ | ------------ | ------ | ------ | ------ | ------ | ------ | ------ | --- |
| Serie C              | 30    | 18      | 4       | 5       | 9       | 20      | 27      | 18           | 3            | 4            | 11           | 13           | 25           | 36     | 7      | 9      | 20     | 33     | 52     | -19 |
| Coppa Italia Serie C | 3     | 1       | 1       |         |         | 3       | 1       | 2            |              |              | 2            |              | 5            | 2      | 1      |        | 1      | 3      | 4      | -1  |
| Totale               | 33    | 19      | 5       | 5       | 9       | 23      | 28      | 20           | 3            | 4            | 13           | 13           | 30           | 38     | 8      | 9      | 21     | 36     | 56     | -20 |

### Andamento in campionato
| Giornata  | 1 | 2 | 3 | 4 | 5 | 6 | 7 | 8 | 9 | 10 | 11 | 12 | 13 | 14 | 15 | 16 | 17 | 18 | 19 | 20 | 21 | 22 | 23 | 24 | 25 | 26 | 27 | 28 | 29 | 30 | 31 | 32 | 33 | 34 | 35 | 36 | 37 | 38 |
| --------- | - | - | - | - | - | - | - | - | - | -- | -- | -- | -- | -- | -- | -- | -- | -- | -- | -- | -- | -- | -- | -- | -- | -- | -- | -- | -- | -- | -- | -- | -- | -- | -- | -- | -- | -- |
| Luogo     |   |   |   |   |   |   |   |   |   |    |    |    |    |    |    |    |    |    |    |    |    |    |    |    |    |    |    |    |    |    |    |    |    |    |    |    |    |    |
| Risultato |   |   |   |   |   |   |   |   |   |    |    |    |    |    |    |    |    |    |    |    |    |    |    |    |    |    |    |    |    |    |    |    |    |    |    |    |    |    |
| Posizione |   |   |   |   |   |   |   |   |   |    |    |    |    |    |    |    |    |    |    |    |    |    |    |    |    |    |    |    |    |    |    |    |    |    |    |    |    |    |

Legenda:

Luogo: C = Casa; T = Trasferta. Risultato: V = Vittoria; N = Pareggio; P = Sconfitta.